# أولد لايم (كونيتيكت)
أولد لايم (بالإنجليزية: Old Lyme, Connecticut) هي بلدة أمريكية تقع في الولايات المتحدة في كونيتيكت. يقدر عدد سكانها بـ 7,603 نسمة ومساحتها 74.6 كم2 وترتفع عن سطح البحر 6 متر.

## أعلام
- غراهام بيكيل
- لويس دارلينغ
- هارولد بارتليت
- ريتشارد تي إلي
- جون مارتن